# Nahavand

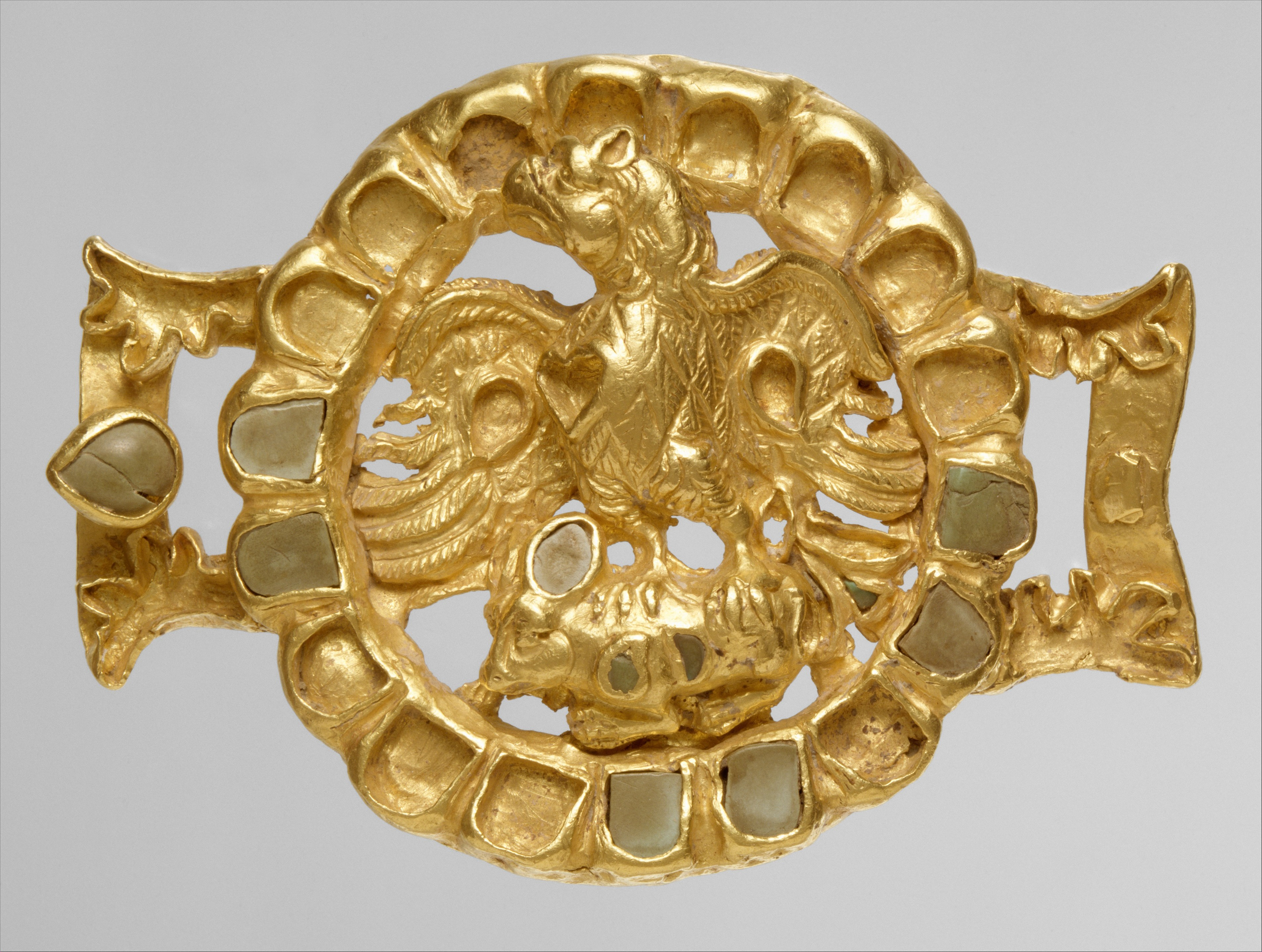
Broche de oro a juego con un águila encontrado en Nahavand que Ernst Herzfeld cree que originalmente pertenecía a la Casa de Karen. Museo Metropolitano de Arte.

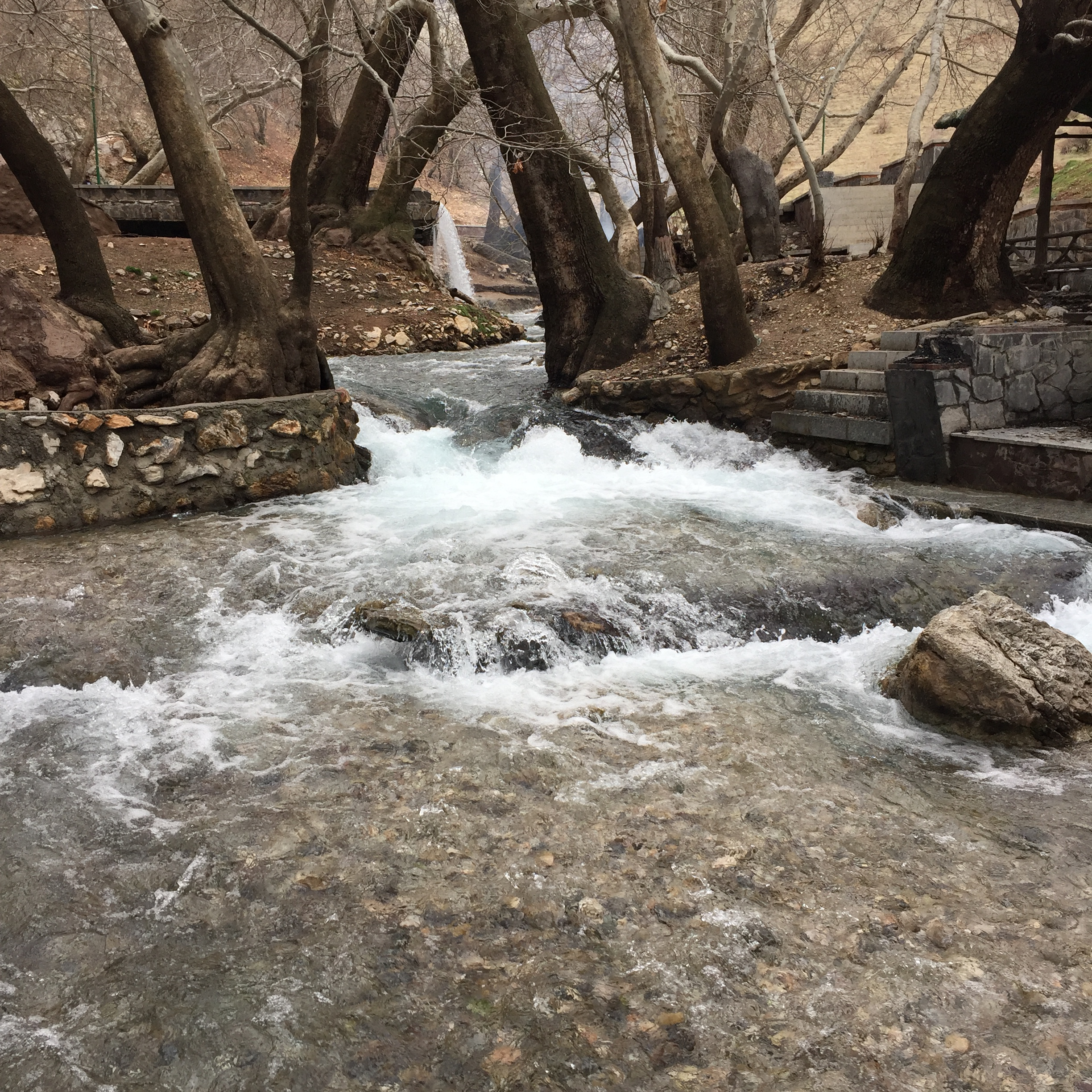
Manantial de Giyan.

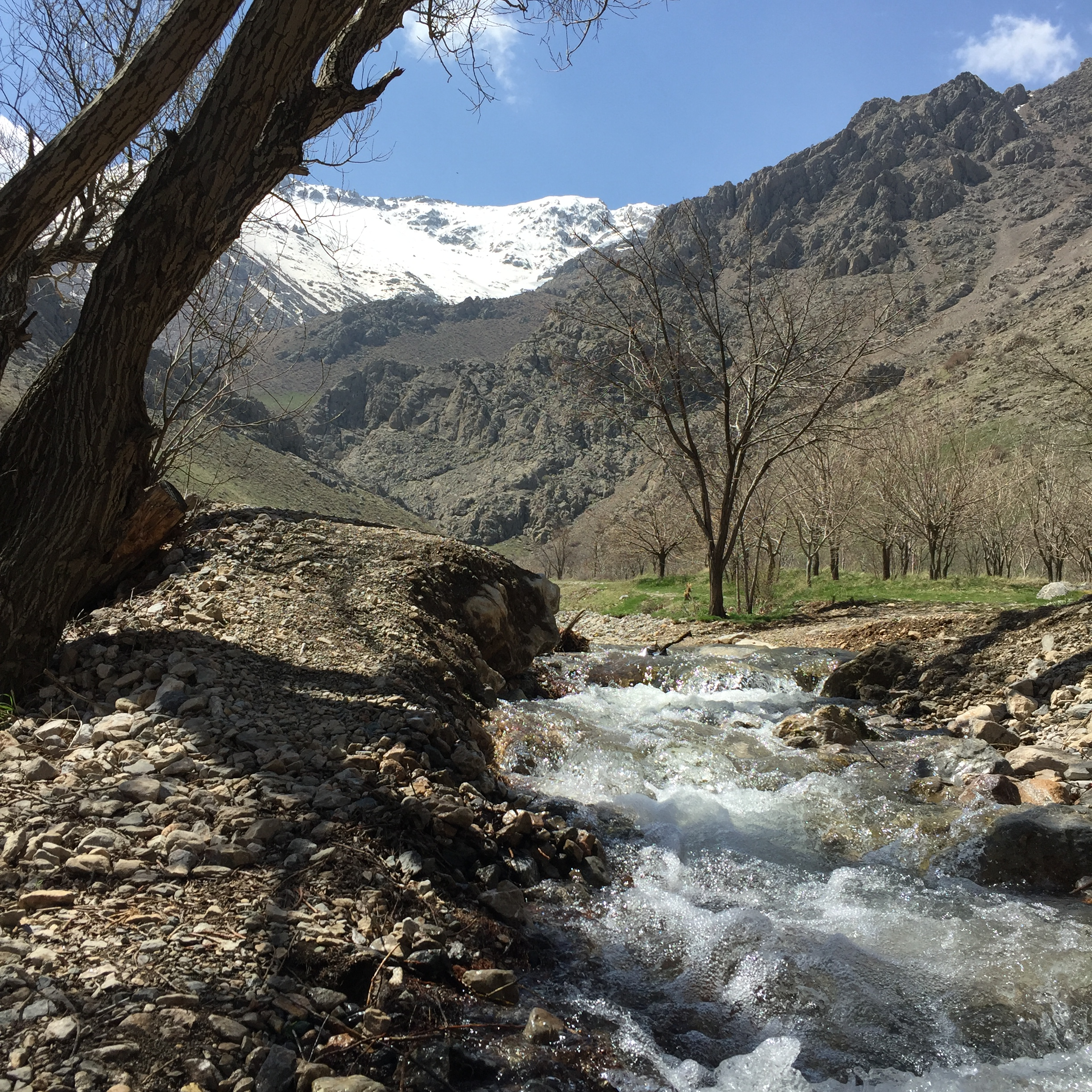
Manantial de Faresban.

Nahavand o Nihavand (persa: نهاوند, romanización: Nahāvand / Nehāvend) es una ciudad en la provincia de Hamadán, Irán. Es la capital del condado de Nahavand. 
En el censo de 2006, su población era de 72.218 habitantes, en 19.419 familias. Se encuentra al sur de la ciudad de Hamadán, al oeste de Malayer y al noroeste de Borujerd. Habitada continuamente desde tiempos prehistóricos, Nahavand fue otorgada a la Casa de Karen en el período sasánida. Durante la conquista árabe musulmana de Persia, fue el lugar donde se produjo la famosa batalla de Nahavand.

## Nombre
El nombre Nahāvand probablemente se deriva, en última instancia, del persa antiguo *Niθāvanta-, relacionado con el nombre persa antiguo Nisāya, derivado del prefijo ni-, que significa 'abajo' y un segundo elemento que está relacionado con el avéstico: si o say, que significa 'acostarse'.
Ha sido escrito de diversas formas en diferentes libros y fuentes: Nahavand, Nahavend, Nahawand, Nahaavand, Nihavand, Nehavand, Nihavend o Nehavend, y anteriormente llamado Mah-Nahavand, y en la antigüedad Laodicea (en griego: Λαοδίκεια; árabe: Ladhiqiyya), también transliterado Laodiceia y Laodikeia, Laodicea en Media, Laodicea en Persia, Antioquía en Persia, Antioquía de Cosroes (en griego: Αντιόχεια του Χοσρόη), Antioquía en Media (en griego: Αντιόχεια της Μηδίαnd), Nehamavand o Nifaunda.

## Geografía
Nahavand está situado en el oeste de Irán, en la parte norte de la región de los Zagros. Alrededor de 90 kilómetros al sur de Hamadán, de la que está separada por el macizo de la cadena montañosa del Alvand. Este macizo otorga a Nahavand y sus tierras del interior un abundante suministro de agua. Históricamente, Nahavand se encontraba en una ruta que iba desde el centro de Irak a través de la ciudad de Kermanshah hasta el norte de Irán, por lo que era un camino propicio para las incursiones militares. Otro camino histórico, procedente de Kermanshah, conduce hacia Isfahán en el centro de Irán y evita el macizo del Alvand. Nahavand también se encuentra en el brazo del río Gamasab proveniente del sureste de las cercanías de Borujerd; desde Nahavand, el río Gamasab fluye hacia el oeste hasta el monte Behistún. Dada la ubicación de Nahavand, fue escenario de varias batallas y fue considerada de gran importancia en la historia iraní durante las guerras de Irán con sus vecinos occidentales.

## Prehistoria
Las excavaciones realizadas en 1931/1932 en Tepe Giyan por Georges Contenau y Roman Ghirshman llevaron a la conclusión de que Nahavand y sus alrededores habían estado habitados desde tiempos prehistóricos. Mostraron que el sitio de Tepe Giyan, que se encuentra a alrededor de 10 kilómetros al sureste de Nahavand, estuvo ocupado desde al menos c. 5000 a. C. hasta el 1000 a. C.

## Historia
Durante el período aqueménida (550-330 a. C.), Nahavand estaba ubicada en la parte más al sur de Media, en la fértil llanura Niseana. El antiguo geógrafo e historiador Estrabón escribió que fue '(re-) fundada' por el rey aqueménida Jerjes el Grande (r. 486-465 a. C.). Queda a unos 96 kilómetros de Ecbatana (actual Hamadán), en la carretera troncal de Babilonia a través de Media hasta Bactriana.
En el período seléucida, Nahavand se convirtió en una polis griega con magistrados y gobernador seléucida. En el siglo XX, se encontró una estela de piedra cerca de Nahavand que tenía una copia de la inscripción del culto dinástico del gobernante seléucida Antíoco III el Grande (r. 222-187 a. C.), que había creado para su esposa, la reina Laódice III. La estela, fechada en el 193 a. C., reveló el terminus ante quem de la fundación de la polis griega de Laodicea. Según el erudito Abu Hanifa Dinawari, que floreció en el siglo IX, en el período parto, Nahavand era la sede del príncipe parto Artabano, que más tarde reinó como Artabano I de Partia (r. 127-124/3 a. C.). Durante el período sasánida, el distrito de Nahavand fue otorgado a la Casa de Karen. También existía un templo de fuego.
En 642, durante la conquista musulmana de Persia, se libró una famosa batalla en Nahavand. Con grandes pérdidas en ambos lados, finalmente resultó en una derrota sasánida, y como tal, abrió las puertas de la meseta iraní a los invasores. En el período islámico temprano, Nahavand floreció como parte de la provincia de Jibal. Primero funcionó como centro administrativo del distrito de Mah al-Basra. Según sus registros, sus ingresos se utilizaron para el pago de las tropas de Basora que estaban estacionadas en Nahavand. Los geógrafos medievales mencionan a Nahavand como un próspero centro comercial con dos mezquitas aljamas. Cuando el viajero árabe del siglo X, Abu Dulaf, viajó por Nahavand, notó 'bellos restos de los [antiguos] persas'. Abu Dulaf también escribió que durante el reinado del califa Al-Mamún (813-833), se había encontrado una cámara del tesoro que contenía dos cofres de oro.
En el transcurso de los siglos siguientes, apenas se registraron sucesos de relieve en Nahavand. El visir persa del Imperio selyúcida, Nizam al-Mulk, fue asesinado en 1092 cerca de Nahavand. Según el historiador y geógrafo Hamdallah Mustawfi, que floreció en los siglos XIII y XIV, Nahavand era una ciudad de tamaño mediano rodeada de campos fértiles donde se cultivaban granos, algodón y frutas. Mustawfi agregaba que sus habitantes eran principalmente kurdos imamíes.
En 1589, durante la guerra otomano-safávida (1578-1590), el general otomano Cigalazade Yusuf Sinan Pachá construyó una fortaleza en Nahavand para futuras campañas contra el Irán safávida. Por el Tratado de Constantinopla (1590), los safávidas se vieron obligados a ceder la ciudad a los turcos. En 1602/1603, los ciudadanos de Nahavand se rebelaron contra los ocupantes otomanos y, coincidiendo con las revueltas de Celali en Anatolia, los safávidas recuperaron Nahavand y expulsaron a los otomanos de la ciudad, restaurando así el control iraní. El gobernador safávida de Hamadán, Hasan Jan Ustajlu, posteriormente destruyó el fuerte otomano. A raíz del colapso de los safávidas en 1722, los turcos capturaron Nahavand una vez más. En 1730, fueron derrocados por Nader-Qoli Beg (más tarde conocido como Nader Shah; r. 1736-1747). La muerte de Nader en 1747 provocó gran inestabilidad. Durante los años siguientes, los jefes locales bajtiari dominaron Nahavand. Alrededor de 1752, Karim Jan Zand derrotó al jefe de los bajtiari Ali Mardan Jan Bajtiari en Nahavand.

## Música
Nahavand también da su nombre al modo musical (maqam) Nahawand en las músicas árabe, persa y turca. Este modo es conocido por su amplia variedad de melodías que suenan occidentales.

## Idiomas
El idioma local de la ciudad es el subdialecto nahavandi del dialecto del norte del idioma luri. Este dialecto es uno de los más cercanos al idioma persa medio, y ocasionalmente se ha considerado un idioma distinto.
El idioma kurdo del sur también se habla en Nahavand.

## Personas notables
- Piruz Nahavandi (Abu Lu'lu'a Firuz), de origen nahavandi incierto, artesano y esclavo que mató al segundo califa Omar.
- Benjamin Nahawandi, figura clave en el desarrollo del judaísmo caraíta a principios de la Edad Media.
- Ahmad Nahavandi, astrónomo del siglo VIII que trabajó en la Academia de Gundeshapur.